# Jeanne Jugan

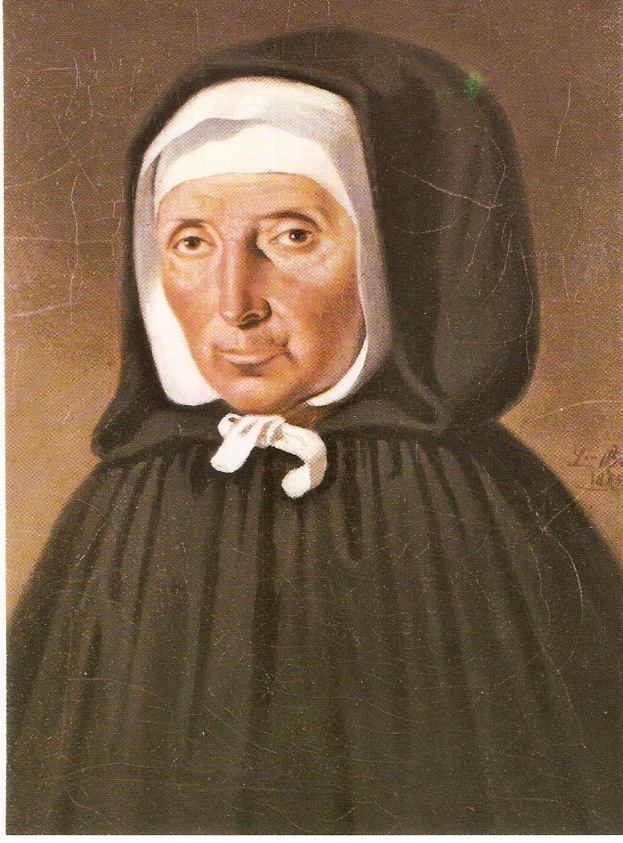
Jeanne Jugan

De heilige Jeanne Jugan (Cancale, 25 oktober 1792 – Saint-Pern, 29 augustus 1879) was een Frans ordestichtster.

## Leven
Jeanne Jugan werd geboren in het arme vissersdorpje Cancale in Bretagne, als de zesde van in totaal acht kinderen van Joseph en Marie Jugan. Haar vader verdween op zee toen Jeanne 4 jaar was. Haar moeder voedde het gezin hierna in haar eentje op. 
Op haar zestiende ging Jeanne werken als meid bij een burggravin. Deze burggravin, een christelijke dame, bezocht geregeld de armen en de zieken. Jeanne moest altijd met haar mee. Mede door deze ervaringen besloot ze hetzelfde te gaan doen. Ze wijdde haar leven aan God. Negen jaar later, op 25-jarige leeftijd sloot ze zich aan bij de Société du Coeur de la Mère Admirable, de Derde Orde van de Eudisten, en ging ze werken bij het stadsziekenhuis. Ook deelde Jeanne haar povere bezittingen uit. Zij voorzag in haar levensonderhoud door in een kliniek te werken en bekommerde zich om armen en zieken.
In 1837 huurde Jeanne samen met een 72-jarige vrouw (Françoise Aubert) een klein vakantiehuis. Samen met de 17-jarige wees Virginie Tredaniel richtten ze in 1839 een eigen congregatie op, de Kleine Zusters van de Armen. Vanuit hier ging Jeanne zich bezighouden met het helpen van met name alleenstaande oudere vrouwen. Ze ging dagelijks langs de deuren om kleding en voedsel voor deze vrouwen te vragen. Dit werd haar levenswerk gedurende de erop volgende 40 jaar. Haar kloosternaam was soeur Marie de la Croix (Maria van het Kruis).
Rond 1879 was Jeannes gemeenschap uitgegroeid met 2400 volgelingen door heel Europa en Noord-Amerika. Datzelfde jaar gaf paus Leo XIII zijn goedkeuring aan de Kleine Zusters van de Armen. Jeanne bracht de laatste jaren van haar leven door in het moederhuis van de groep. Ze stierf er op 29 augustus 1879. Haar laatste woorden waren: "Père éternel, ouvrez vos portes aujourd’hui à la plus misérable de vos petites filles mais qui a si grande envie de vous voir. O Marie, ma bonne Mère, venez à moi, vous savez que je vous aime et que j’ai grande envie de vous voir." Haar lichaam werd begraven in het moederhuis  La Tour Saint Joseph.

## Verborgen drama
De biografie van Jeanne Jugan verbergt een kleinmenselijk drama. Samen met twee compagnons begon Jeanne Jugan in 1839 met de verzorging van ouderen. Dit was de eigenlijke start van de congregatie. In 1842 werd een regel opgesteld en in mei van dat jaar werd Jeanne Jugan als overste gekozen. Ze werden onder meer gesteund door priester Auguste-Marie Le Pailleur van Saint-Servan. Hij werd ook biechtvader van Jeanne Jugan. Op 8 december 1843 werd Jeanne Jugan herkozen als overste, doch op 23 december 1843 duidde Le Pailleur plots de jonge zuster Marie Jamet aan als overste. Later zou Le Pailleur zichzelf voorstellen als stichter van de orde. In 1847 werd het eerste generaal kapittel van de orde gehouden. Jeanne Jugan werd daarbij niet uitgenodigd. Vanaf 1852 moet Jeanne Jugan alle activiteiten buiten het klooster stopzetten.

## Erkenning

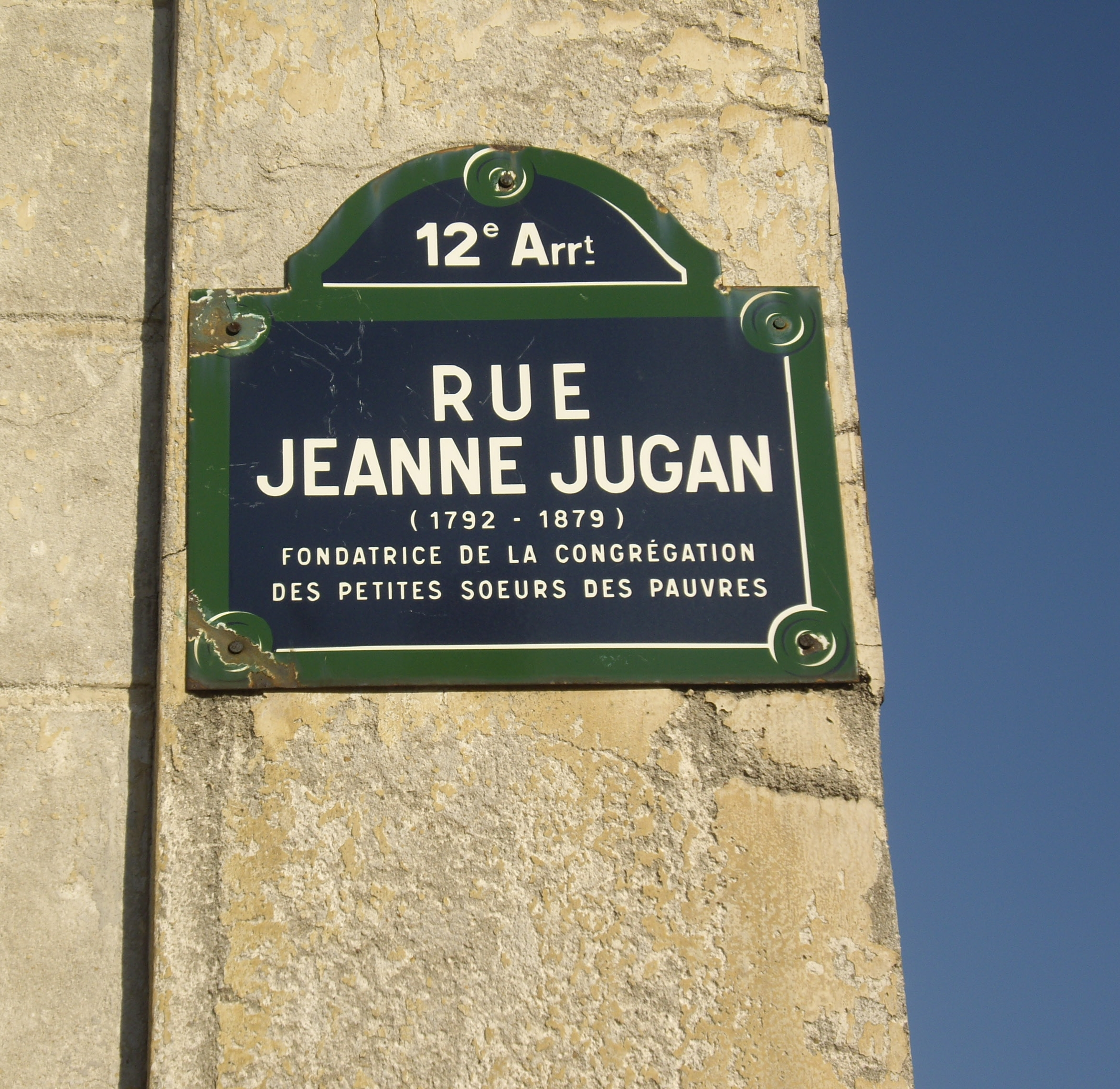
Rue Jeanne Jugan te Parijs.

### Eerste erkenning en rechtzetting van het bedrog
In 1845 kreeg Jeanne Jugal de Prix Montyon van de Académie française. Drie elementen werden hierbij onderstreept: 1. de armoedebeleving: ze leefde mee met de ouderen waarvoor ze de zorg opnam; 2. het herstellen van de orde in de stad: ze zorgde ervoor dat bedelende ouderlingen uit het straatbeeld verdwenen; 3. het bijzondere van haar inzet: als gewone meid ondernam ze een buitengewoon initiatief. Aan deze prijs was een bedrag van 3000 Franse frank verbonden.
In 1902, 23 jaar na haar dood, werd in een historisch werk over de orde voor het eerst erkend dat zij de stichtster was.

### Zalig- en heiligverklaring
Op 3 oktober 1982 verklaarde paus Johannes Paulus II Jeanne Jugan zalig. Op zondag 11 oktober 2009 werd ze door paus Benedictus XVI samen met de Belg Pater Damiaan en drie anderen heilig verklaard. Haar gedenkdag is op 30 augustus. Ze werd heilig verklaard na de genezing van een Amerikaanse anesthesist in 1989. Dr. Edward Gatz had slokdarmkanker. Hij werd eraan geopereerd, maar de overlevingskans was zeer klein. Zijn vrouw bad tot Jeanne Jugan. Drie maanden na de operatie was er geen spoor meer te bekennen van de kanker.

## Trivia
- In verschillende Franse steden zijn straten naar haar genoemd: Rue Jeanne Jugan.[10] Dit is onder meer het geval in Parijs, Reims, Marseille, Rennes, Laval en Montpellier.
- Het geboortehuis van Jeanne Jugan in Cancale is ingericht als museum.[11]